# Giovanni Orsomando
Giovanni Orsomando (Casapulla, 29 dicembre 1895 – Roma, 26 settembre 1988) è stato un compositore e direttore di banda italiano, fra i maggiori maestri e autori di brani per questo organico musicale in Italia.

## Biografia
Era il figlio di Salvatore Orsomando e Fortunata Baia.
Fin da bambino fu introdotto dal padre allo studio del clarinetto, di cui divenne un virtuoso. Ufficiale dell'esercito, fu clarinetto solista nella banda di fanteria. Diplomatosi nel 1922 in composizione e strumentazione per banda presso il Conservatorio San Pietro a Majella a Napoli, dove ebbe tra i propri maestri Francesco Cilea, Camillo De Nardis e Raffaele Caravaglios, ottenne il suo primo successo con la marcia sinfonica Annina, dedicata alla moglie.
Trascorse gran parte della vita a Caserta, e a Lavello dirigendo bande musicali, insegnando e componendo. Fu direttore della banda della Provincia di Roma e nella parte finale della vita si trasferì a vivere nella capitale. (Diresse, per un breve periodo, anche la banda musicale di Soriano nel Cimino nella provincia di Viterbo dove vi si possono trovare ancora tracce della sua marcia militare "Nanetta")
Tra le sue musiche (più di 120 composizioni) molte restano nel repertorio di importanti bande italiane, militari e non.
Era il padre della nota annunciatrice Nicoletta Orsomando, che lavorò in RAI dal 1953 al 1993.

## Composizioni (parziale)
- Annina, marcia sinfonica
- Nanetta, marcia militare
- Briosa, marcia sinfonica

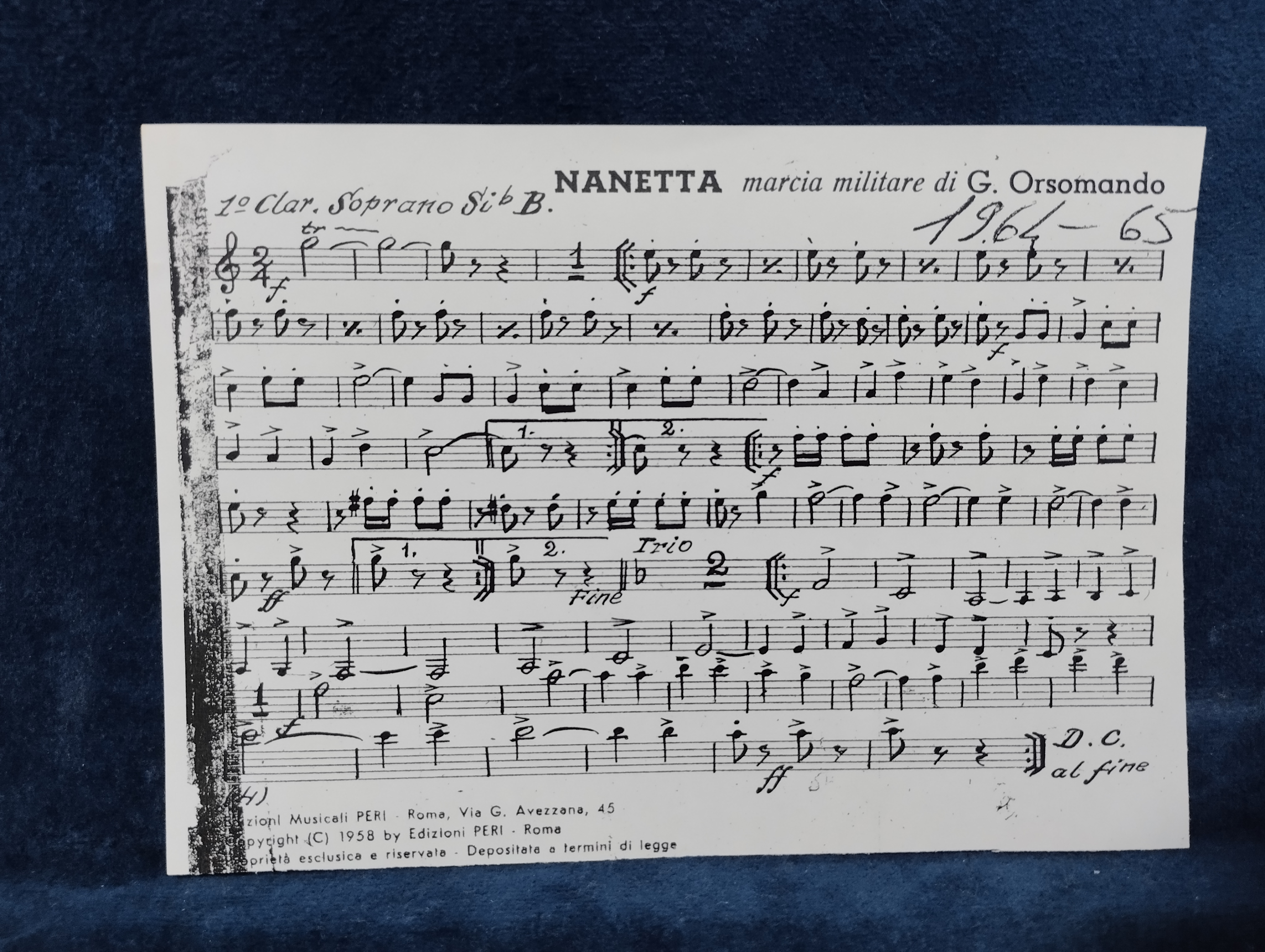
"Nanetta" - marcia militare di G. Orsomando, parte del primo clarinetto.

- Cuore abruzzese, gran marcia sinfonica
- Banda sucre
- Nostalgia
- Gaia
- Pupetta innamorata
- Anima Festosa (Anima Fascista)
- Latiniana (Littoriana)
- Licentina
- Lavello in festa
- Alba di festa
- Biondina
- Versilia
- Birichino
- Gigliola
- Vittoriosa
- Aurora
- Leggiadra
- Olimpica
- Dolores, marcia funebre
- Scena di caccia
- Alla Czardas
- Sabina
- Afflitta, marcia funebre
- Fra rose e spine
- Mondo Antico
- Marcia dei Fiori (Marcia delle Legioni)
- Briciola
- Armida
- Primavera
- Italia
- Strenna
- Olandese
- Ricordo nuziale
- La bandiera, marcia militare
- Fra Rose e Spine
- Favola (marcia sinfonica)
- Verolana (marcia sinfonica)
- Far West (marcia caratteristica)
- Brontolona (marcia militare)
- Corvinese  (marcia sinfonica)
- Zagara (Fiori d'arancio) (marcia sinfonica)
- Tuscia (marcia sinfonica)

## Riconoscimenti
Gli è dedicata una via a Casapulla.